# David Cox (pittore)
David Cox (Birmingham, 1783 – Harborne, 1859) è stato un pittore e docente britannico.

## Biografia
David Cox, pittore acquarellista e anche scenografo teatrale, dopo un periodo di tirocinio nella sua cittadina natale, a ventuno anni si recò a Londra e divenne allievo di John Varley, acquarellista di talento e fondatore della Old Water Colour Society, dove Cox fu accolto nel 1812 e poté esporre sue opere. Cox viaggiò in Europa, per perfezionare le tecniche dell'acquarello, ambito in cui eccelleva, ispirandosi sempre a Peter de Wint. Ritrasse in particolare i laghi, le colline e la campagna del Galles.
Nel 1814 prese dimora a Hereford, dove rimase tredici anni; poi tornò per breve periodo a Londra, quindi si trasferì ad Harborne, in prossimità di Birmingham, dove lo colse la morte.
Prediligeva rappresentare paesaggi durante scrosci di pioggia, o sotto una burrasca ventosa, con vivo senso del reale e con ardite macchie di colore.
È noto soprattutto per una Giornata ventosa, del 1850, custodita alla National Gallery di Londra. 

### Altre opere
- Sulla via di Harleck
- Prati presso Hereford
- Sabbie di Ryhl